# Nomen dubium
Nomen dubium ("osäkert namn"), förkortat nom. dub., betyder inom biologisk nomenklatur att innebörden av ett vetenskapligt namn är osäker och används när beskrivningen och materialet är för otillräckliga för att ett taxon ska gå att identifiera. En närliggande term är nomen ambiguum ("tvetydigt namn"), förkortat nom. ambig., som används för att ange att olika auktorer använt namnet för olika taxa.
Ett exempel på ett nomen dubium är bakterien Leuconostoc citrovorum.